# Władysław Mazurkiewicz
Władysław Mazurkiewicz, né le 31 janvier 1911 à Cracovie et mort le 29 janvier 1957 dans la même ville, est un tueur en série polonais, auteur de plusieurs homicides dans les années suivant la Seconde Guerre mondiale. Actif principalement à Cracovie, il détenait également des propriétés à Varsovie. Sa condition aisée et son maintien distingué, insolites dans le contexte de la Pologne stalinienne, lui valurent les sobriquets d’« assassin gentleman » (elegancki morderca) ainsi que de « Piękny Władek » (« le beau Władek »). 
Mazurkiewicz fut appréhendé en 1955 et inculpé par le ministère public de six homicides ainsi que de deux tentatives d’assassinat. Lors de son procès, il fut reconnu coupable du meurtre de quatre hommes et de deux femmes : Wiktor Zarzecki, Władysław Brylski, Józef Tomaszewski, ainsi que le millionnaire Jerzy de Laveaux, son épouse Jadwiga de Laveaux et sa sœur, Zofia Suchowa. Traduit devant le tribunal régional de Cracovie, il fut condamné à la peine capitale le 30 août 1956 et exécuté par pendaison le 29 janvier 1957, cinq mois plus tard, à deux jours de son quarante-sixième anniversaire. Des rumeurs persistantes, quoique jamais étayées par des preuves formelles, lui imputèrent une trentaine d’homicides supplémentaires. Toutefois, Mazurkiewicz maintint son innocence durant son procès, alléguant avoir subi des sévices et des manœuvres de chantage au cours des interrogatoires.

## Biographie
Sa mère trépassa alors qu’il était âgé de trois ans. Il fut élevé par son père, exerçant la profession d’imprimeur. Après avoir achevé ses études dans la Pologne renaissante, Mazurkiewicz s’inscrivit à la faculté de droit de l’Université Jagellonne, mais il abandonna son cursus. Il fut enrôlé durant la campagne de septembre. Selon ses propres dires, sous l’occupation allemande de Cracovie, il se lia avec Rudolf Arnold, responsable des effectifs de la Gestapo locale, qui lui procura une Kennkarte au nom d’un coiffeur affilié à l’organisation, lui octroyant une liberté de circulation. Il subsista grâce au trafic illicite d’or, d’argent et de pierres précieuses. Sa première victime homicide attestée fut un autre escroc, Wiktor Zarzecki, qu’il empoisonna en décembre 1943 au moyen d’un thé frelaté avant de le dépouiller de 1 200 dollars. Après la guerre, Mazurkiewicz obtint un emploi à la Croix-Rouge polonaise et œuvra tant comme marchand de vin que comme moniteur d’auto-école. En septembre 1955, il tira sur Stanisław Łopuszyński à Varsovie, le blessant. La victime, ayant survécu, requit l’intervention de la police, amenant son arrestation et l’ouverture d’une enquête approfondie sur ses forfaits. Son pistolet fut saisi, et des survivants l’identifièrent. Mazurkiewicz soutint néanmoins devant le tribunal avoir signé des aveux sous la contrainte de la torture.